# Ben Djerrah
Ben Djerrah (em árabe: بلدية بن جراح) é um município localizado na província de Guelma, Argélia. Segundo o censo de 1998, a população total da cidade era de 4 002 habitantes.

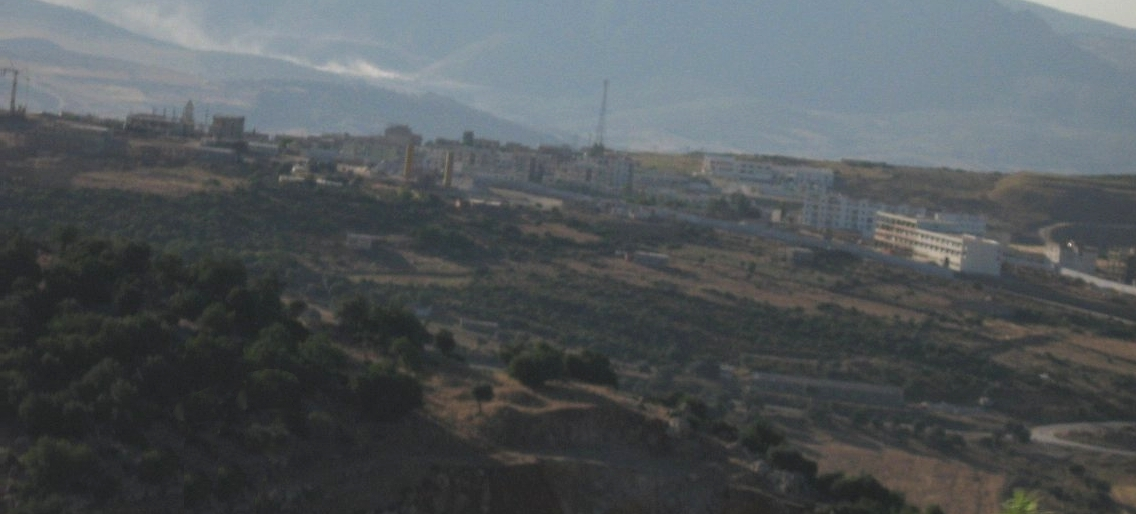
Ben Djerrah